# 罗得专区
罗得专区（希臘語：Περιφερειακή ενότητα Ρόδου）是希腊南愛琴大區的一个专区。专区范围包括罗得岛、哈爾基島、卡斯泰洛里佐岛、錫米島、蒂洛斯島和其他几个小岛。专区首府为罗得。专区面积为1,587.2平方公里，2021年人口数量为129,521人。

## 行政
在2011年卡利克拉提斯改革方案中，希腊所有州份被取消。佐泽卡尼索斯州分为包括罗得专区在内的4个专区。罗得专区下辖5个市镇（括号内为地图中的数字）：
- 罗得（1）
- 哈尔基（2）
- 迈伊斯蒂（3）
- 锡米（4）
- 蒂洛斯（5）